# Antonio Maria Erba Odescalchi
Antonio Maria Erba Odescalchi (ur. 12 stycznia 1712 w Mediolanie, zm. 28 marca 1762 w Rzymie) – włoski duchowny katolicki, kardynał, bratanek Benedetto Erby Odescalchiego.
Pochodził z patrycjuszowskiego rodu Odescalchich. Święcenia kapłańskie przyjął 22 września 1736. 24 września 1759 Klemens XIII wyniósł go do godności kardynalskiej. Tego samego dnia został wybrany tytularnym biskupem Nicei (pozostał nim do otrzymania kościoła tytularnego – S. Marcello 19 listopada 1759). Sakrę przyjął 14 października 1759 w Castelgandolfo z rąk Klemensa XIII (współkonsekratorami byli kardynałowie Camillo Paolucci i Carlo Alberto Guidoboni Cavalchini). Od 1759 do śmierci sprawował urzędy prefekta Kongregacji ds. Rezydencji Biskupów i wikariusza generalnego Rzymu.